# Macrodasyida
Macrodasyida es un orden de gastrotricos. Los miembros de este orden son gusanos pseudocelomados y no tienen más de 1 a 1,5 mm de longitud.
Los macrodasíidos son casi completamente marinos y viven en sedimentos de aguas marinas o saladas, pero se han descubierto dos especies de agua dulce. Se pueden distinguir de otros gastrotricos por la presencia de dos poros a cada lado de la faringe, que permite expulsar el exceso de agua durante la alimentación. El cuerpo está dorsalmente aplanado y hay glándulas adhesivas tubulares en ambos extremos y en las superficies laterales. Son animales detritívoros y hermafroditas.

## Taxonomía
El orden contiene las siguientes familias según WoRMS:
- Cephalodasyidae Hummon & Todaro, 2010
- Dactylopodolidae Strand, 1929
- Hummondasyidae Todaro, Leasi & Hochberg, 2014
- Lepidodasyidae Remane, 1927
- Macrodasyidae Remane, 1924
- Planodasyidae Rao & Clausen, 1970
- Redudasyidae Todaro, Dal Zotto, Jondelius, Hochberg, Hummon, Kanneby & Rocha, 2012
- Thaumastodermatidae Remane, 1927
- Turbanellidae Remane, 1926
- Xenodasyidae Todaro, Guidi, Leasi & Tongiorgi, 2006